# Dieter Hagedorn
Dieter Hagedorn (* 19. April 1936 in Köln-Lindenthal; † 28. April 2023) war ein deutscher Altphilologe und Papyrologe.

## Leben und Laufbahn
Dieter Hagedorn war der Sohn des Gärtners Friedrich Hagedorn (1906–1998) und dessen Ehefrau Irene Hagedorn, geb. Rottsieper (1900–1991). Nach Ablegung des Abiturs am altsprachlichen Friedrich-Wilhelm-Gymnasium in Köln studierte er von 1956 bis 1962 Klassische Philologie und Alte Geschichte an der Universität zu Köln, wo er 1961 mit der von Albrecht Dihle als Doktorvater betreuten Arbeit Zur Ideenlehre des Hermogenes promoviert wurde und 1962 das Erste Staatsexamen für das Lehramt an Gymnasien ablegte. Ein Jahr später wurde er dort Wissenschaftlicher Assistent. Als DFG-Stipendiat forschte er 1962 bis 1963 in Kairo. Danach war er als Gastwissenschaftler 1966/1967 an der University of Michigan, wo die Begegnung und Zusammenarbeit mit Herbert C. Youtie, dessen Porträt zeitlebens auf seinem Schreibtisch stand und von dem er die Vorliebe für das Kleinformat und für Gemeinschaftspublikationen übernahm, eine prägende Wirkung für seinen weiteren Werdegang als Papyrologe hinterließ. Die Habilitation im Fach Klassische Philologie erfolgte 1971 mit der Arbeit Der Hiobkommentar des Arianers Julian, der erstmaligen Ausgabe dieses Werkes, dessen komplexe Überlieferungsgeschichte höchste editorische Anforderungen stellte. 1972 wurde er in Köln Akademischer Rat und Außerplanmäßiger Professor, 1973 Akademischer Oberrat. 1981 erfolgte der Wechsel auf eine Professur für Papyrologie an das neugegründete Institut für Papyrologie Heidelberg der Ruprecht-Karls-Universität Heidelberg. Dort lehrte und forschte er bis zum Eintritt in den Ruhestand 2001. Nachfolgerin wurde Andrea Jördens.
Aus der Ehe mit Ursula Hagedorn, geb. von Lauenstein, gingen ein Sohn und eine Tochter hervor. Hagedorns Urnengrab befindet sich auf dem Friedhof Rodenkirchen in Köln.

## Wissenschaftliches Werk
Hagedorn verfasste – häufig mit Co-Autoren – mehr als 20 Monografien, unter anderem zu den Papyri in den Sammlungen der Universitäten Hamburg, Heidelberg und Köln. Ein weiterer Forschungsschwerpunkt liegt auf der altgriechischen christlichen Erklärung zum Buch Hiob, die er zusammen mit seiner Ehefrau, der Altphilologin Ursula Hagedorn, in vier Bänden und einer Reihe weiterer Publikationen edierte. Als ausgewiesener Kenner der patristischen Literatur war er langjähriges Mitglied des Heidelberger Kolloquiums zu christlichen Texten der Antike, des sogenannten „Kirchenväterkolloquiums“. Zu seinen eigenen Editionen traten unzählige inhaltliche, sprachliche und textkritische Erläuterungen bereits von anderen edierter, aber  bislang unzureichend verstandener Papyri, oft in Verbindung mit verbesserten Lesungen und Konjekturen, die in einer Fülle von Aufsätzen und Miszellen, vor allem in der Zeitschrift für Papyrologie und Epigraphik, publiziert und von der nachfolgenden Forschung zumeist als maßgebliche Emendationen anerkannt wurden. Im Zusammenhang mit den Editions- und Kommentierungsaktivitäten entstanden zahlreiche Beiträge zur Geschichte, Gesellschaft und Verwaltung Ägyptens in griechisch-römischer Zeit bis in die byzantinische Epoche. Das von ihm als einem der Pioniere der Digital Humanities bereits 1988 initiierte und bis heute für das Fach unentbehrliche digitale Arbeitsinstrument „Heidelberger GesamtVerzeichnis der Griechischen Papyrusurkunden Ägyptens“ (HGV) wurde nach dem Auslaufen der 2002 von der Heidelberger Akademie der Wissenschaften beendeten Förderung von ihm und einigen Mitarbeitern ehrenamtlich weitergeführt, was fernerhin, nun ohne ihn, fortgesetzt werden wird.  Bis 2011 war Hagedorn Mitherausgeber der Zeitschrift für Papyrologie und Epigraphik. Schüler von Hagedorn sind unter anderen Charikleia Armoni, Rodney Ast, Theodora Boli, James M. S. Cowey, Ruth Duttenhöfer, Wolfgang Habermann, Clemens Homoth-Kuhs, Andrea Jördens, Demokritos Kaltsas, Thomas Kruse, Klaus Maresch, Fritz Mitthof, Amphilochios Papathomas, Fabian Reiter, Wolfgang Schäfer und Paul Schubert.

## Würdigungen und Mitgliedschaften
Hagedorn war Mitglied der Heidelberger Akademie der Wissenschaften und korrespondierendes Mitglied des Deutschen Archäologischen Instituts. Von 2002 bis 2007 war er Mitglied der Patristischen Kommission der Union der deutschen Akademien der Wissenschaften. Allgemein als einer der renommiertesten Vertreter des Faches Papyrologie seiner Generation angesehen, war er seit 2013 Ehrenpräsident der Association Internationale de Papyrologues.  Zum Eintritt in den Ruhestand erhielt er von Schülern sowie Mitgliedern und Gastwissenschaftlern seines Instituts eine Festschrift.

## Schriften
- Zur Ideenlehre des Hermogenes (= Hypomnemata. Band 8). Vandenhoeck & Ruprecht, Göttingen 1964.
- mit Ursula Hagedorn und Ludwig Koenen: Didymos der Blinde. Kommentar zu Hiob. Band 3 (= Papyrologische Texte und Abhandlungen. Band 3). Habelt, Bonn 1968.
- mit Ursula Hagedorn, Louise C. Youtie und Herbert C. Youtie: Das Archiv des Petaus (= Papyrologica Coloniensia. Band 4). Westdeutscher Verlag, Köln und Opladen 1969.
- Der Hiobkommentar des Arianers Julian (= Patristische Texte und Studien. Band 14). De Gruyter, Berlin/New York 1973, ISBN 3-11-004244-4.
- mit Bärbel Kramer: Kölner Papyri (P.Köln). Band II (= Papyrologica Coloniensia. Band 7,2). Westdeutscher Verlag, Opladen 1978, ISBN 3-531-09909-4.
- mit Bärbel Kramer, Michael Erler und Robert Hübner: Kölner Papyri (P.Köln). Band III (= Papyrologica Coloniensia. Band 7,3). Westdeutscher Verlag, Opladen 1980, ISBN 3-531-09911-6.
- mit Bärbel Kramer und Cornelia Römer: Kölner Papyri (P.Köln). Band IV (= Papyrologica Coloniensia. Band 7,4). Westdeutscher Verlag, Opladen 1982, ISBN 3-531-09915-9.
- mit Ursula Hagedorn: Olympiodor, Diakon von Alexandria – Kommentar zu Hiob (= Patristische Texte und Studien. Band 24). De Gruyter, Berlin/New York 1984, ISBN 3-11-009840-7.
- mit Bärbel Kramer: Griechische Papyri der Staats- und Universitätsbibliothek Hamburg. Band 3 (= Papyrologische Texte und Abhandlungen. Band 31). Habelt, Bonn 1984, ISBN 3-7749-2078-8.
- mit Ursula Hagedorn und Ludwig Koenen: Didymos der Blinde. Kommentar zu Hiob. Band 4 (= Papyrologische Texte und Abhandlungen. Band 33,1). Habelt, Bonn 1985, ISBN 3-7749-2079-6.
- mit Ursula Hagedorn, Robert Hübner und John C. Shelton: Griechische Urkundenpapyri der Bayerischen Staatsbibliothek München. Teil 1 (= Die Papyri der Bayerischen Staatsbibliothek München. Band 3,1). Teubner, Stuttgart 1986, ISBN 3-519-04502-8.
- mit Bärbel Kramer: Griechische Texte der Heidelberger Papyrussammlung (P. Heid. IV) (=  Veröffentlichungen aus der Heidelberger Papyrus-Sammlung. Neue Folge, Band 5). Universitätsverlag Winter, Heidelberg 1986, ISBN 3-533-03822-X.
- mit Jaakko Frösén: Die verkohlten Papyri aus Bubastos. Band 1 (= Papyrologica Coloniensia. Band 15,1). Westdeutscher Verlag, Opladen 1989, ISBN 3-531-09925-6.
- mit Ursula Hagedorn: Johannes Chrysostomos. Kommentar zu Hiob (= Patristische Texte und Studien. Band 35). De Gruyter, Berlin, New York 1990, ISBN 3-11-012540-4.
- mit Ursula Hagedorn: Die älteren griechischen Katenen zum Buch Hiob (= Patristische Texte und Studien. Band 40; 48; 53; 59). De Gruyter, Berlin/New York 1994–2004, ISBN 3-11-014483-2, ISBN 3-11-015762-4, ISBN 3-11-016843-X, ISBN 3-11-018135-5.
- mit Klaus Maresch: Die verkohlten Papyri aus Bubastos. Band 2 (= Papyrologica Coloniensia. Band 15,2). Westdeutscher Verlag, Opladen/Wiesbaden 1998, ISBN 3-531-09945-0.
- mit Bärbel Kramer: Griechische Papyri der Staats- und Universitätsbibliothek Hamburg. Band 4 (= Archiv für Papyrusforschung und verwandte Gebiete. Beiheft 4). Teubner, Stuttgart/Leipzig 1998, ISBN 3-519-07537-7.
- mit Charikleia Armoni und James M. S. Cowey: Die griechischen Ostraka der Heidelberger Papyrus-Sammlung (=  Veröffentlichungen aus der Heidelberger Papyrus-Sammlung. Neue Folge, Band 11). Universitätsverlag Winter, Heidelberg 2005, ISBN 3-8253-5087-8.